# Щасливі разом (фільм, 2010)
«Щасливі разом» (англ. Happythankyoumoreplease) — американська комедійна драма 2010 року автора сценарію, режисера, і виконавця головної ролі Джоша Реднора про групу молодих жителів Нью-Йорку, які пізнають, що таке любов, дружба, вдячність. Дебют Реднора як сценариста і режисера.
Прем'єра відбулася 20 січня 2010 року на 26-му кінофестивалі «Санденс», США, де отримав гран-прі в категорії «драматичний фільм». 4 березня 2011 року фільм був показаний у кінотеатрах Нью-Йорка та Лос-Анджелеса.

## Зміст
В основі фільму лежить історія декількох пар, що намагаються знайти свій шлях у Нью-Йорку.
Сем (Джош Реднор), тридцятирічний письменник, який шукає натхнення, вірячи, що він ще зможе написати головний твір свого життя. В особистому житті в нього провал. Одного разу в метро він стикається з бездомним чорношкірим хлопчиком Рашином (Майкл Альєр), і змушений відвести його додому. Рашин не відпускає від себе Сема ні на крок. Сем змушений тягатися разом із ним, взяти до себе, що змушує його по-іншому поглянути на своє життя. Подібне він сприймає як підготовчий період до батьківства, але не знає, як це виявиться непросто.
Сем закоханий у молоду дівчину на ім'я Міссісіпі (Кейт Мара), яка працює офіціанткою, але мріє про кар'єру співачки. Вона погоджується переїхати до Сема на кілька днів, щоб подивитися, що з цього вийде. Але присутність Рашина створює для всіх незручності та додаткові труднощі.
Найкраща подруга Сема Енні (Малін Акерман) є пацієнткою клініки облисіння, вона страждає незрозумілою хворобою, яка не дозволяє їй мати волосся. Вона красива, але через низький рівень самооцінки стрибає від одних стосунків до інших, в той час, як деякі з її приятелів ставляться до неї аж ніяк не добре. Вона відкриває для себе таку просту річ, як подяку, і вчиться ставитися доброзичливо до оточнення.
Мері Кетрін (Зої Казан) та її бойфренд Чарлі (Пабло Шрайбер), молода пара, що балансує на межі, стикаються з перспективою кар'єрного росту Чарлі і, отже, переїзду з Нью-Йорка в Лос-Анджелес. Мері категорично проти. Вона виявляє, що вагітна, що ще більше загострює прийняття рішення.

## У ролях
- Джош Реднор — Сем Векслер
- Кейт Мара — Міссіссіппі
- Зої Казан — Мері Кетрін
- Малін Акерман — Енні
- Річард Дженкінс — Пол
- Майкл Альєр — Рашин
- Пабло Шрайбер — Чарлі
- Фей Вульф — Бет
- Марія Елена Рамірез —  Джилл
- Брем Бару — Спенсер
- Марна Кон — Мелісса

## Цікаві факти
- Слоган фільму — «Примусь себе бути коханим»
- Джош Реднор написав фільм під час роботи над першим і другим сезонами комедії компанії CBS «Як я зустрів вашу маму». Він репетирував з акторами, допрацьовував діалоги і шукав фінансування проєкту протягом двох років. Отримавши його в квітні 2009 року, в липні він почав зйомки в Нью-Йоркі, після шести тижнів підготовки виробництва. У підсумку, картина була обрана для кінофестивалю «Санденс», де був показана у 2010 році
- Кінокомпанія «Myriad Pictures» купила міжнародні права на розповсюдження фільму, компанія «Hannover House» купила права на демонстрацію фільму в частині Північної Америки, але пізніше вони були перекуплені компанією «Anchor Bay Films»
- Глядачі можуть помітити кілька кумедних моментів за сюжетом: хоча одна з героїнь Мері Кетрін виявляє, що вагітна, вона ніколи не згадує про це вголос. Єдиний раз, коли вона говорить про це, то вимовляє слова так тихо, що глядачі не можуть розчути. Також Мері дає відсилання до Вуді Аллена і його фільму, і каже, що він одружений з прийомною дочкою своєї колишньої подруги. У деяких сценах волосся на голові акторки Малін Акерман все ж помітні
- При перегляді особам до 17 років обов'язково присутність дорослого.
- Два роки по тому, в 2012 році, Джош Реднор поставив фільм «Гуманітарні науки». Він виступив сценаристом, режисером, продюсером, і виконавцем головної ролі. Аналогічно картина була показана в рамках кінофестивалю «Санденс»

## Критика та відгуки
Фільм отримав в основному змішані відгуки. На сайті «Rotten Tomatoes» 41 % голосів на основі 51 відкликання з середнім рейтингом 5,1 з 10

## Саундтрек
9 композицій актриси і композитора Jaymay були схвалені Майклом Брейком, музичним редактором серіалу «Як я зустрів вашу маму». Композиції, які звучать у фільмі:
- Shout Out Louds — «My Friend and The Ink on His Fingers»
- Friends of the Jitney (with Katrina Lenk, Nyles Lannon and Chris Phillips) — «Phosphorescent Green»
- The Brendan Hines — «Miss New York»
- Cloud Cult — «Please Remain Calm»
- The Generationals — «When They Fight, They Fight»
- Jaymay — «40 Hours Ago»
- Jaymay — «One May Die So Lonely»
- Jaymay — «Never Be Daunted»
- Jaymay — «Lullaby»
- Jaymay — «Have to Tell You»
- Jaymay — «Rock, Scissors, Paper»
- Jaymay — «All Souls»
- Blunt Mechanic — «Thrown Out at Third»
- Jaymay — «1 & !»
- The Go — «You Go Bangin' On»
- Cloud Cult — «Chemicals Collide»
- Blind Pilot — «The Story I Heard»
- The War on Drugs — «Arms like Boulders»
- VA — «Sing Happy»
- Bear Lake — «Smile»
- Dr. Dog — «The World may Never Know»
- Throw Me The Statue — «Waving at the Shore»
- Jaymay — «Long Walk To Never»

## Нагороди та премії
- Кінофестиваль «Санденс», (2010 рік) — номінація в категорії «Гран-прі» за «Драматичний фільм»
- Кінофестиваль «Санденс», (2010 рік) — перемога в категорії «Audience Award» за «Драматичний фільм»

## Світовий реліз
Уперше фільм був показаний на 26-му кінофестивалі «Санденс» з 21 по 31 січня 2010 року в Парк-Сіті, штат Юта, США . Фільм був частково показаний на Фестивалі мистецтв у Нью-Йорку 7 квітня 2010 року. В США фільм заробив $216 110. Кінокомпанія «Anchor Bay Entertainment» випустила DVD і Blu-Ray-диски 21 червня 2011 року. 8 квітня 2011 року картина вийшла в Іспанії, де зібрала трохи більше — $551 472.
- Бельгія — 4 травня 2011 року
- Туреччина — 17 червня 2011 року
- Австралія — 24 червня 2011 року
- Нідерланди — 30 червня 2011 року
- Угорщина — 16 липня 2011 року — прем'єра на телебаченні
- Греція — 15 вересня 2011 року
- Німеччина — 20 жовтня 2011 року — прем'єра на DVD
- Японія — 7 жовтня 2012 року — прем'єра на телебаченні
- Бразилія — 25 квітня 2013 року — прем'єра на DVD